# Земская школа (Озеряны)
Земская школа — памятник архитектуры местного значения в Озерянах. 

## История
Решением исполкома Черниговского областного совета народных депутатов от 26.06.1989 № 130 дому присвоен статус памятник архитектуры местного значения с охранным № 54-Чг под названием Четырёхклассная земская школа.

## Описание
В период 1912-1914 годы по проектам А. Г. Сластиона и лохвицких техников были возведены земские школы в Варве (Земская школа), селах Светличном, Макушихе (Земская школа), Озерянах, Остаповке, Брагинцах, Гнединцах которые соединили последние приобретения рационализма, в частности трансформацию классов благодаря раздвижным перегородкам, и традиционность элементов во внешнем виде. Только 3 из 7 школ взяты на государственный учёт (памятники архитектуры). Всего было построено 54 школы в Лохвицком уезде — остальные расположены на территории современных Полтавской и Сумской областей. 
Земская школа в Озерянах возведена по типичному проекту Трёхклассной (Трёхкомплектной) земской школы. Кирпичный, одноэтажный, П-образный в плане дом, с входом-тамбуром, с скатной крышей. Планирование коридорное двухстороннее с двумя флигелями. Шестиугольные (в форме трапеции) оконные и дверные проёмы, верх которых уже низа. Построен в украинском народном стиле с элементами присущими модерну. Кирпичный декор фасада создаёт своеобразное оформление — узор в ярко выраженных народных формах. Школа состояла из учебной и жилой зон. Учебная зона включала включала входной тамбур, раздевалку, зону отдыха, классы, комнату учителей, библиотеку и сторожку. Жилая зона охватывала двухкомнатную квартиру учителя с кухней, хижкой и прихожей.

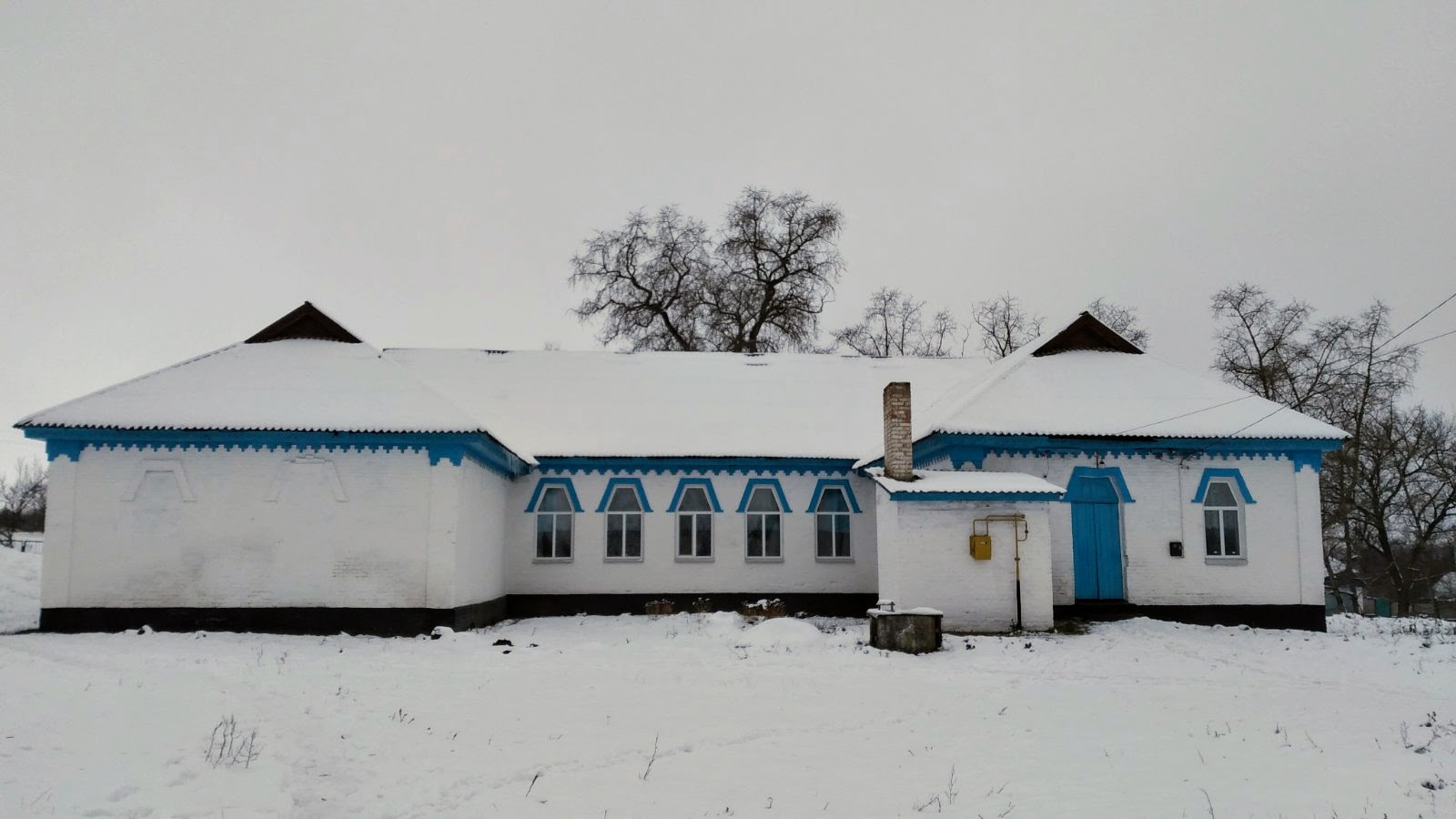
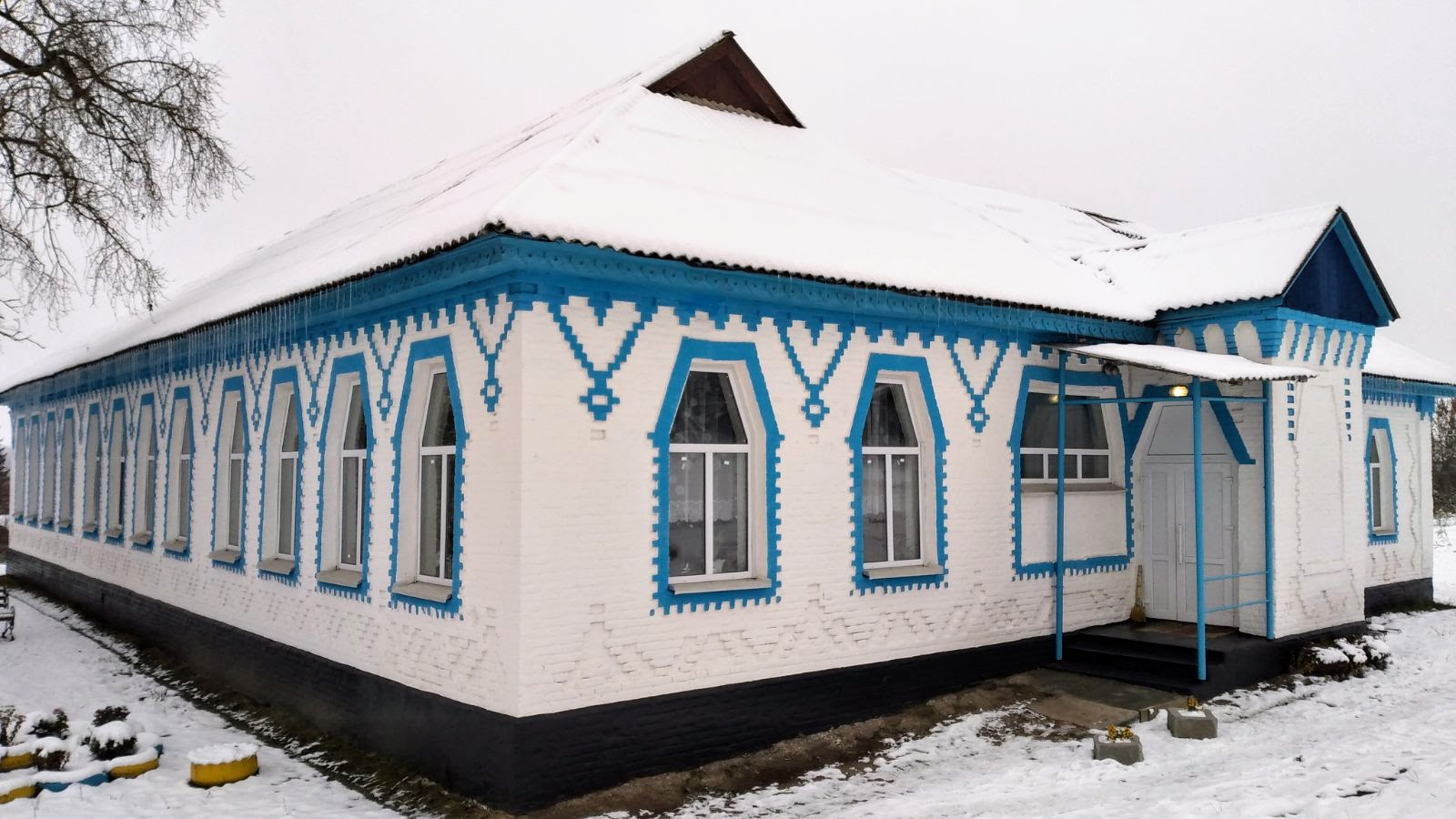
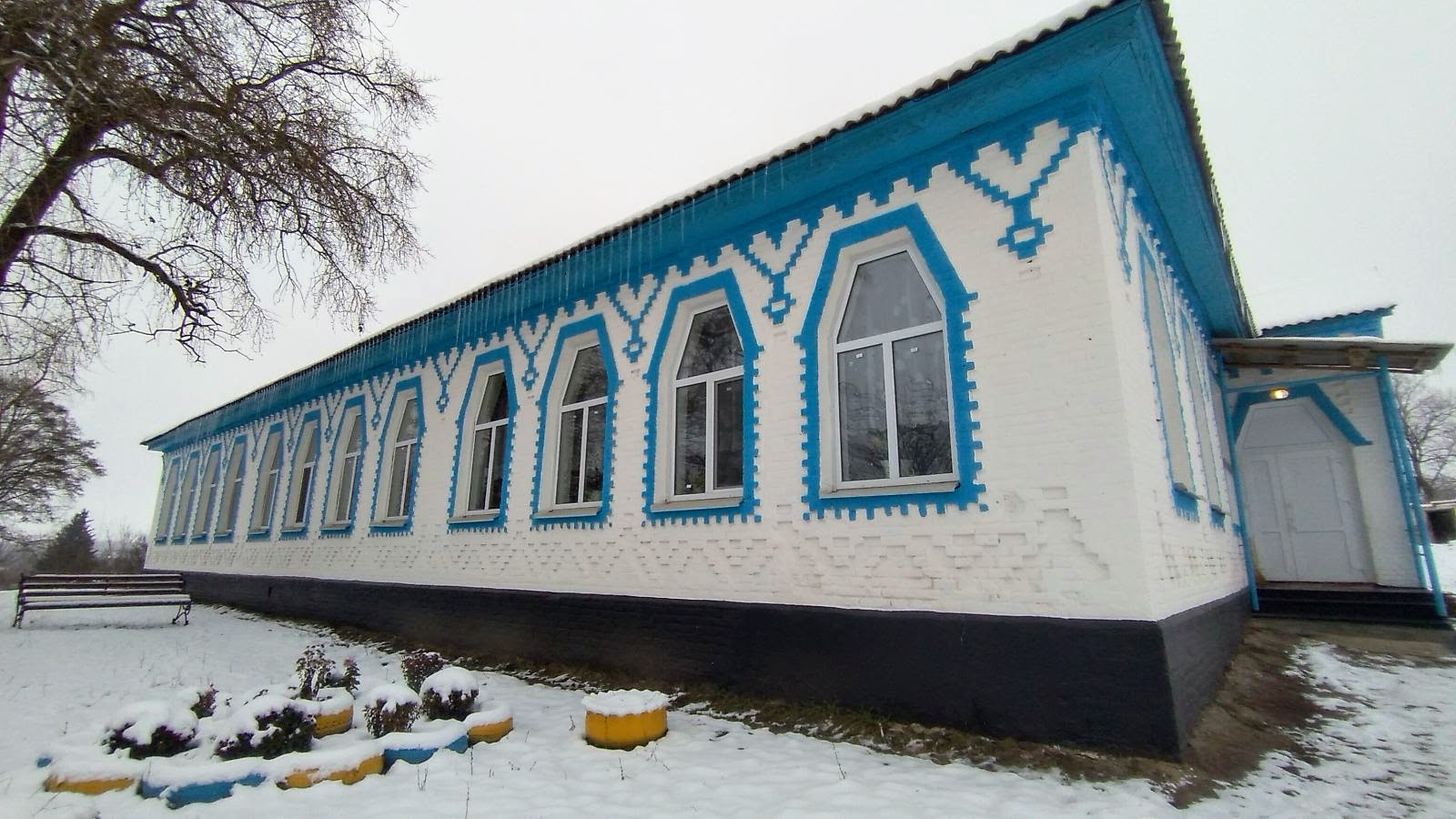